# Paraphanolaimus behningi
Paraphanolaimus behningi is een rondwormensoort uit de familie van de Leptolaimidae.